# Бјела (град)
Бјела (итал. Biella) је важан град у северној Италији. Град је средиште истоименог округа у оквиру покрајине Пијемонт.
Град је једно од средишта текстилне индустрије у Италији.

## Природне одлике
Налази се у крајњем северозападном делу Падске низије, на 80 км северно од Торина. Град се налази у бреговитом крају, у самом подножја Алпа (планина Бо). Јужно од града почиње равничарски крај. Бјела нема излаз на реку, већ кроз град протиче више потока.

## Географија
| Клима (Бјела)            | Клима (Бјела) | Клима (Бјела) | Клима (Бјела) | Клима (Бјела) | Клима (Бјела) | Клима (Бјела) | Клима (Бјела) | Клима (Бјела) | Клима (Бјела) | Клима (Бјела) | Клима (Бјела) | Клима (Бјела) | Клима (Бјела) |
| Показатељ \ Месец        | .Јан.         | .Феб.         | .Мар.         | .Апр.         | .Мај.         | .Јун.         | .Јул.         | .Авг.         | .Сеп.         | .Окт.         | .Нов.         | .Дец.         | .Год.         |
| ------------------------ | ------------- | ------------- | ------------- | ------------- | ------------- | ------------- | ------------- | ------------- | ------------- | ------------- | ------------- | ------------- | ------------- |
| Средњи максимум, °C (°F) | 5,8 (42,4)    | 7,4 (45,3)    | 12,1 (53,8)   | 16,5 (61,7)   | 21,6 (70,9)   | 25,0 (77)     | 27,8 (82)     | 26,0 (78,8)   | 22,1 (71,8)   | 16,0 (60,8)   | 10,9 (51,6)   | 7,0 (44,6)    | 27,8 (82)     |
| Средњи минимум, °C (°F)  | −0,6 (30,9)   | −0,1 (31,8)   | 3,4 (38,1)    | 6,7 (44,1)    | 11,1 (52)     | 14,4 (57,9)   | 17,1 (62,8)   | 16,0 (60,8)   | 13,6 (56,5)   | 8,3 (46,9)    | 4,1 (39,4)    | 1,0 (33,8)    | −0,6 (30,9)   |
| [ тражи се извор ]       |               |               |               |               |               |               |               |               |               |               |               |               |               |

## Становништво
Према резултатима пописа становништва 2011. у општини је живело 43.818 становника.
| 1931.  | 1936.  | 1951.  | 1961.  | 1971.  | 1981.  | 1991.  | 2001.  | 2011.  |
| ------ | ------ | ------ | ------ | ------ | ------ | ------ | ------ | ------ |
| 36.935 | 38.115 | 42.791 | 50.209 | 54.076 | 53.714 | 48.324 | 45.740 | 43.818 |

Бјела данас има преко 45.000 становника, махом Италијана. Током протеклих деценија у град се доселило много досељеника из иностранства, највише са Балкана.

## Галерија
- Крстионица градске катедрале
- Потоци у Бјели
- Бјела - горњи и доњи град
- Здање индустријске коморе

## Градови побратими
- Кирју
- Арекипа
- Туркоан
- Вејхај